# Escil·les
Escil·les (llatí: Scyllae) era una ciutat de Tràcia a la costa de l'Euxí, on acabava la muralla defensiva romana d'Orient construïda per Anastasi I Dicor amb la finalitat de defensar Constantinoble.
La muralla començava a Selímbria a la Propòntida i travessava Tràcia per la part més estreta, a uns 40 km de Constantinoble.